# Сильюстани

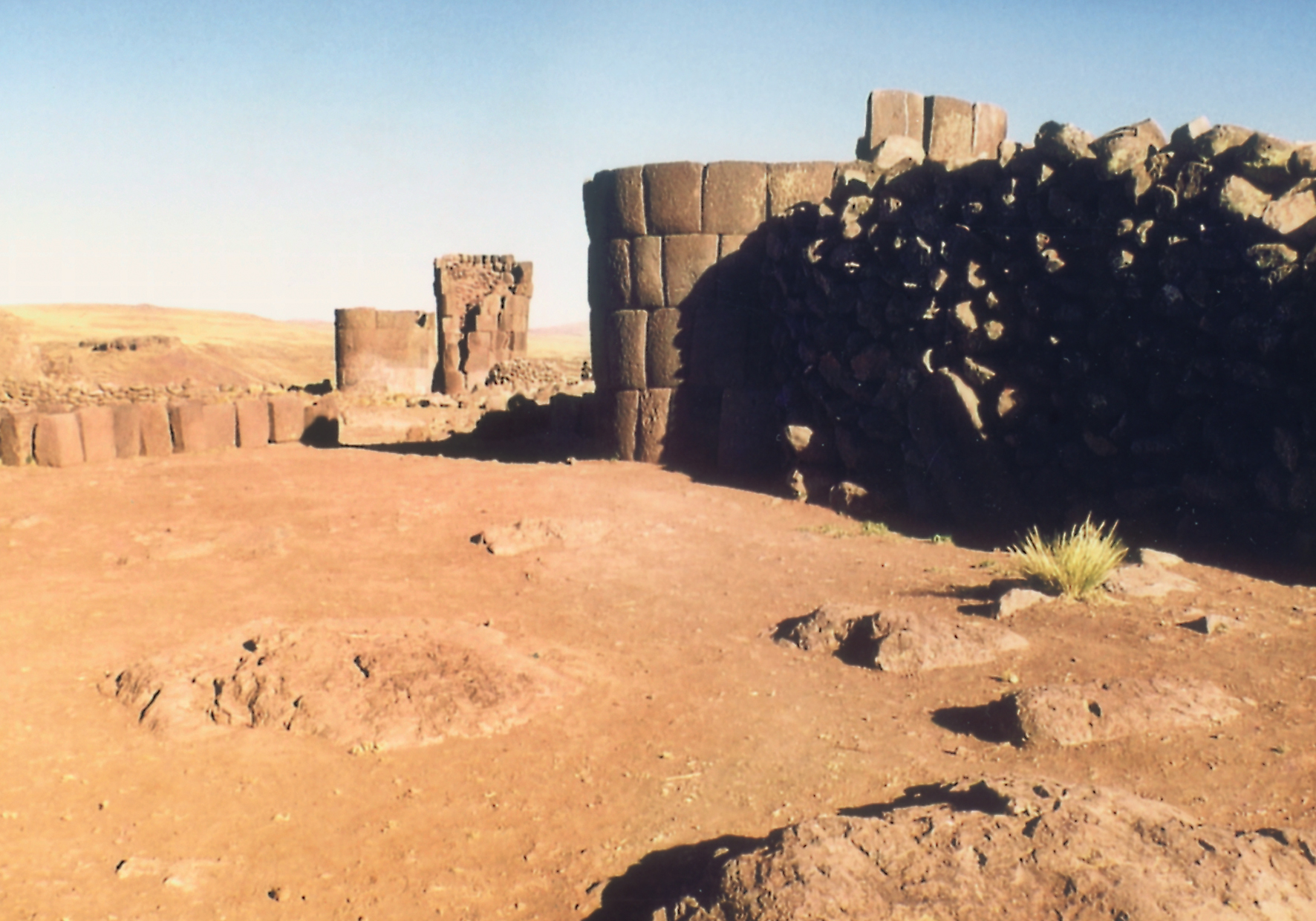
Вид на Сильюстани.

Самая высокая «чульпа» Сильюстани, около 12 м.

Сильюстани, Sillustani — кладбище доинкской эпохи, расположенное на берегу озера Умайо около города Пуно в Перу. Могилы в виде башен («чульпа») относятся к периоду существования царства Колья, созданного народом аймара и завоёванного инками в 15 веке. Башни являлись семейными гробницами, и были, вероятно, предназначены только для знати. Многие из могил серьёзно пострадали от грабителей — их взрывали динамитом в поисках сокровищ, некоторые могилы по неизвестным причинам остались недостроенными.

## Чульпа

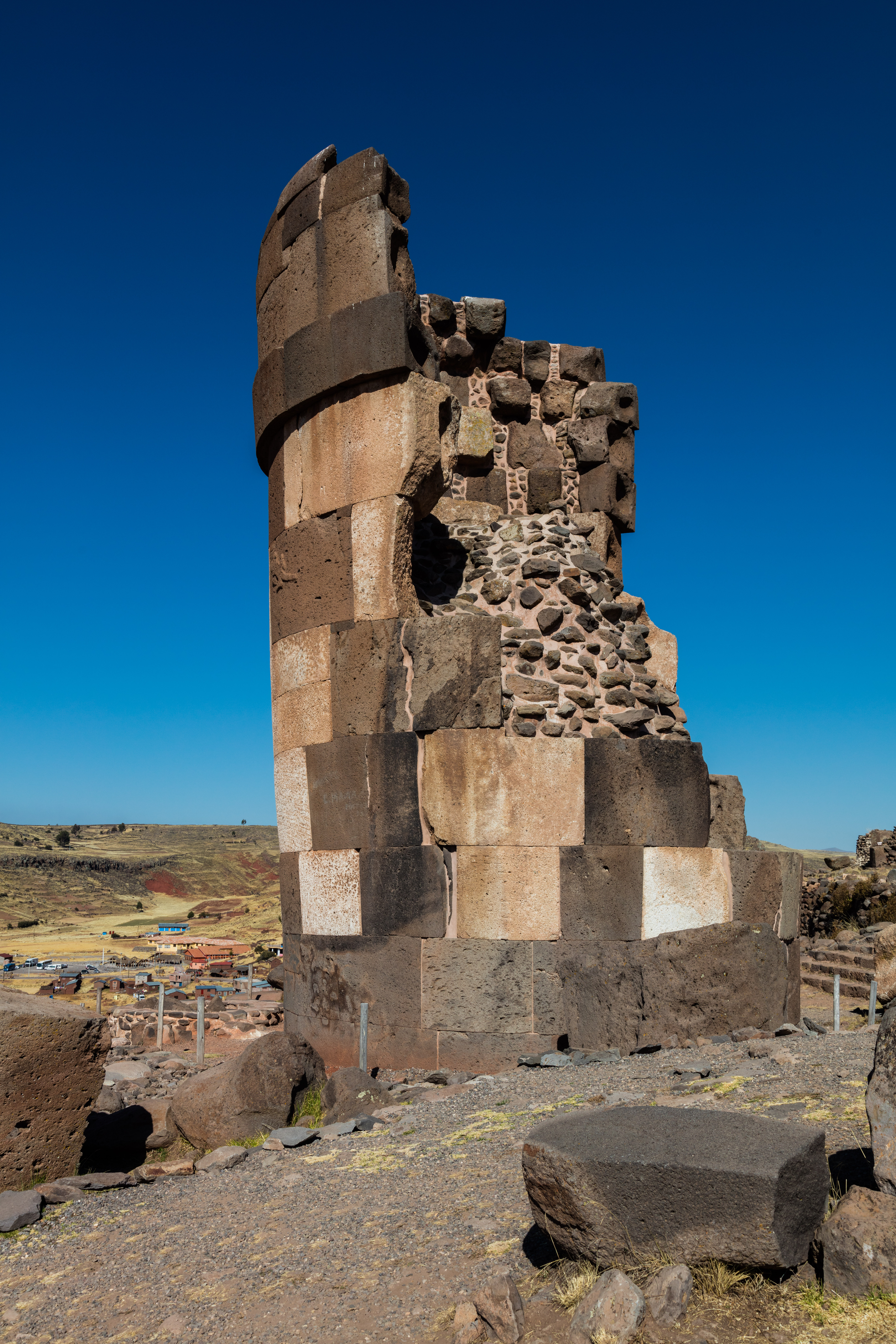
Внутренний вид чульпы.

Неотъемлемой частью аймарской культуры было почитание культа предков; таким образом, чульпы строились для того, чтобы придать особое значение связи между миром живых и миром мёртвых. Внутренняя часть могилы имела форму женской матки, мумифицированные тела укладывали в «позе зародыша», что символизировало их возрождение в загробном мире. На камнях некоторых могил выгравированы изображения ящериц: они считались символом жизни, поскольку у них отрастают оторванные хвосты. Проёмы в башнях направлены на восток, где солнце «возрождалось» каждый день.

## Архитектура
Архитектура Сильюстани — более сложная, чем архитектура инков. В отличие от последних, которые использовали природные плохо обработанные или необработанные камни неоднородной формы, жители царства Колья использовали камни правильной прямоугольной формы. Хотя могилы-«чульпа» не являются уникальными для царства Колья и встречаются по всему Альтиплано, на кладбище Сильюстани представлены лучше всего сохранившиеся их образцы.